# Моралес, Марисела
Марисела Моралес Ибаньес (исп. Marisela Morales Ibáñez; род. 1970) — мексиканская юристка, занимавшая пост генерального прокурора Мексики в 2011 году.

## Биография
Марисела родилась в Мехико и окончила Национальный автономный университет Мексики со степенью в области права, затем получила степень магистра криминалистики в Национальном институте криминальных наук. 31 марта 2011 года президент Фелипе Кальдерон назначил её вместо Артуро Чавеса на пост генерального прокурора Мексики. После утверждения Сенатом она стала 42-м генеральным прокурором и первой женщиной, занявшей этот пост. За свою работу в 2011 году получила Международную женскую премию за отвагу от госсекретаря США Хиллари Клинтон и первой леди Мишель Обамы.